# Soozie Tyrell
Soozie Tyrell (Pisa, Italija, 4. svibnja 1957.) američka je violinistica i pjevačica, najpoznatija kao članica E Street Banda Brucea Springsteena.

## Vanjske poveznice
- Službena stranica
- Soozie Tyrell u internetskoj bazi filmova IMDb-u (engl.)